# Ordination des femmes dans l'Église catholique
Pour les articles homonymes, voir Ordination des femmes.
L'ordination des femmes dans l'Église catholique est exclue par le droit canon, selon lequel « seul un homme baptisé reçoit validement l'ordination sacrée » (Can. 1024).
Depuis la fin du XXe siècle, la question de l'ordination des femmes dans l'Église catholique a été un sujet de controverse et de revendications qui a suscité des affirmations doctrinales constantes de la part du Saint-Siège : la déclaration Inter Insigniores (1976) de Paul VI, la lettre apostolique Ordinatio sacerdotalis (1994) et le motu proprio Ad tuendam fidem (1998) de Jean-Paul II sur « les vérités tranchées de manière définitive et devant être tenues par tous » qui incluent « la doctrine sur l'ordination sacerdotale exclusivement réservée aux hommes » dans la note qui l'accompagne.
La lettre officielle De delictis gravioribus (2010) rappelle également l'excommunication encourue aussi bien pour celle qui tente de recevoir cet ordre sacré que pour celui qui tente de le conférer, avec en plus pour ce dernier une possible déposition. La constitution apostolique Pascite gregem Dei (2021) sous le pontificat du pape François ajoute la possibilité d'un renvoi de l'état clérical.

## Fondements théologiques
Les fondements théologiques de l'exclusion des femmes du ministère religieux catholiques sont exposés dans la déclaration Inter Insigniores de la Congrégation pour la Doctrine de la foi en 1976. Le document rappelle que la question du sacerdoce ne saurait être abordée sous l'angle de l'égalité des droits :
« C’est méconnaître complètement la nature du sacerdoce ministériel que de le considérer comme un droit : le baptême ne confère aucun titre personnel au ministère public dans l’Église. Le sacerdoce n’est pas conféré pour l’honneur ou l’avantage de celui qui le reçoit, mais comme un service de Dieu et de l’Église ; il fait l’objet d’une vocation expresse, totalement gratuite : « Ce n’est pas vous qui m'avez choisi ; c’est moi qui vous ai choisis et institués ». »

### Le prêtre agissantin persona Christi
Selon le Catéchisme de l'Église catholique, « le sacrifice du Christ et le sacrifice de l’Eucharistie sont un unique sacrifice » (art. 1367). « C’est le Christ lui-même, grand prêtre éternel de la nouvelle Alliance, qui, agissant par le ministère des prêtres, offre le sacrifice eucharistique. Et c’est encore le même Christ, réellement présent sous les espèces du pain et du vin, qui est l’offrande du sacrifice eucharistique » (art. 1410).
Aussi, la déclaration Inter Insigniores, rappelle que « l'évêque ou le prêtre, dans l'exercice de son ministère, n'agit pas en son nom propre, in persona propria : il représente le Christ qui agit par lui ». Dans la célébration de l'Eucharistie, « il agit alors non seulement par l'efficacité que lui confère le Christ, mais in persona Christi, tenant le rôle du Christ, au point d'être son image même, lorsqu'il prononce les paroles de la consécration. » Or, « il n'y aurait pas cette « ressemblance naturelle » qui doit exister entre le Christ et son ministre si le rôle du Christ n'était pas tenu par un homme […]. » En effet, « l'incarnation du Verbe s'est faite selon le sexe masculin : c'est bien une question de fait, mais ce fait, loin d'impliquer une prétendue supériorité naturelle de l'homme sur la femme est indissociable de l'économie du salut. »
La théologienne féministe Suzanne Tunc (1915-2019) argue qu'un prêtre ne représente pas le Christ. Elle rappelle que le sacrement du baptême est accessible aux femmes puisqu'il est en fait possible à tout homme ou femme, même non croyant, de baptiser, mais seulement à deux conditions : que la personne concernée soit en danger de mort et qu'aucun prêtre ne soit immédiatement disponible. Contrairement à la doctrine catholique, selon laquelle le baptême « ne confère aucun titre personnel au ministère public dans l’Église », elle considère que ce sacrement se donne également in persona Christi. Une telle conception de l'action sacerdotale est en opposition avec l'enseignement catholique sur le sacerdoce et le sacrement de l'Eucharistie.

### Les évêques comme successeurs des apôtres
Les Évangiles mentionnent que le Christ a choisi comme apôtres ceux qu’il voulait (Mc 3,13-14 ; Jn 6,70) et il l’a fait en union avec le Père, « par l’Esprit Saint » (Ac 1,2), après avoir passé la nuit en prière (Lc 6,12). L'Église catholique estime que, puisque Jésus a choisi des hommes comme apôtres, l’Église - le Corps du Christ - fidèle au choix du Seigneur, appelle des hommes à son service. Ainsi le Catéchisme de l'Église catholique, en 1992, rappelle que « le Seigneur Jésus a choisi des hommes (viri) pour former le collège des douze apôtres, et les apôtres ont fait de même lorsqu'ils ont choisi les collaborateurs qui leur succéderaient dans leur tâche. Le collège des évêques, avec qui les prêtres sont unis dans le sacerdoce, rend présent et actualise jusqu'au retour du Christ le collège des douze. L'Église se reconnaît liée par ce choix du Seigneur lui-même. C'est pourquoi l'ordination des femmes n'est pas possible » (art. 1577).
Dans la lettre apostolique Ordinatio Sacerdotalis du 22 mai 1994, le pape Jean-Paul II confirme solennellement cette position : « C'est pourquoi, afin qu'il ne subsiste aucun doute sur une question de grande importance qui concerne la constitution divine elle-même de l'Église, je déclare, en vertu de ma mission de confirmer mes frères (cf. Lc 22,32), que l'Église n'a en aucune manière le pouvoir de conférer l'ordination sacerdotale à des femmes et que cette position doit être définitivement tenue par tous les fidèles de l'Église ». La Congrégation pour la doctrine de la foi a précisé que ce document n'entre pas dans le champ du magistère extraordinaire, mais qu'il relève bel et bien de l'infaillibilité au titre du magistère ordinaire : il fait donc partie du « dépôt de la foi », comme vérité issue des écritures saintes, constamment conservée par la Tradition de l'Église,.
Certains théologiens ont regretté une telle décision, tel le dominicain Claude Geffré qui estime qu'« on assiste à une extension considérable du pouvoir d'infaillibilité du pape dans la mesure où il peut promulguer un enseignement comme définitif et irrévocable sans consultation préalable de l'épiscopat mondial ».
Des partisans de l'ordination des femmes estiment que le fait que le prêtre agisse in persona Christi est lié au sacrement de l'ordre reçu par le prêtre (et à un degré plus élevé, par l'évêque) et non à son sexe. Ils mettent donc en doute l'invalidité de l'ordination des femmes enseignée dans ces différents documents doctrinaux. Une mosaïque romaine du IXe siècle est interprétée par certains auteurs comme témoignant d'un exemple passé d'épiscopat féminin.

### La complémentarité des sexes dans la doctrine catholique
La mise en question la plus radicale des positions de l'Église catholique sur l'ordination des femmes porte sur la conception de la différence des sexes elle-même. L'Église est en effet attachée à l'idée de complémentarité et d'égalité de dignité. Dans cet ordre d'idée, le décret Presbyterorum Ordinis de 1965 rappelle que l'Église catholique s'appuie notamment sur un passage de l'Épître aux Romains pour comprendre la différence faite dans l'accès au sacerdoce : « (…) même Seigneur, voulant faire des chrétiens un seul corps, où tous les membres n'ont pas la même fonction (Rom. 12, 4), a établi parmi eux des ministres qui, dans la communauté des chrétiens, seraient investis par l'Ordre du pouvoir sacré d'offrir le Sacrifice et de remettre les péchés ».
André Léonard, archevêque de Malines-Bruxelles, résume ainsi : « Si donc l’Église n'ordonne pas des prêtres, ce n'est évidemment pas parce que les femmes auraient moins de générosité, d'intelligence ou de compétence, ce qui serait une contre-vérité manifeste ; c'est simplement parce que la femme ne peut se tenir symboliquement dans le rôle de l'époux et du père ! ». À cette complémentarité des rôles de l'homme et de la femme, il associe également la complémentarité « Christ/Église », « époux/épouse », en s'appuyant sur l'importance du symbolisme dans la psychologie.

## Le mouvement en faveur de l'ordination de femmes dans l'Église catholique
C'est en mai 1962, pendant la période préparatoire du concile Vatican II (1962-1965), que la jeune juriste suisse Gertrud Heinzelmann fait parvenir à la commission préparatoire une pétition qui, pour la première fois, confronte l’Église à la situation faite aux femmes au nom de la Tradition, et au postulat de l’égalité à tous les échelons de la vie ecclésiale. Elle espérait, dans la ligne de Jean XXIII, obtenir un aggiornamento alors que l’Église catholique « n’avait même pas actualisé sa position vis-à-vis de la philosophie des lumières, et encore moins à l’égard du mouvement des femmes avec son contexte socio-culturel et juridique ».
D'autres femmes originaires d'Allemagne (Ida Raming, Iris Müller) et des États-Unis (Rosemary Lauer, Mary Daly) la rejoignent, et avec elle publient en 1964 un manifeste destiné à peser sur les travaux conciliaires, auquel réagit dans L'Osservatore Romano le franciscain Gino Concetti, professeur à l’Université pontificale de Saint-Antoine, en convoquant maladroitement l'argument de la « suprématie de l’homme » tiré de la théologie médiévale.
En 1977, sous le pontificat de Paul VI, paraît la déclaration de la Congrégation pour la doctrine de la foi Inter insigniores qui s’oppose à l’admission des femmes au ministère sacerdotal. Malgré les réactions critiques qu'elle suscite émanant non seulement des associations féminines catholiques, mais aussi de cercles de théologiens, elle est maintenue par le Vatican.
Sous le pontificat de Jean Paul II, de nouveaux documents confirment l'interdiction de l’ordination des femmes, notamment la lettre apostolique Ordinatio sacerdotalis en 1994 et la déclaration Responsum ad dubium de la Congrégation pour la doctrine de la foi en 1995. Cette déclaration affirme notamment : « Doit-on considérer comme appartenant au dépôt de la foi la doctrine selon laquelle l’Église n’a pas le pouvoir de conférer l’ordination sacerdotale aux femmes, doctrine qui a été proposée par la lettre apostolique Ordinatio sacerdotalis, comme à tenir de manière définitive ? Réponse : Oui. »
Cela signifie, selon l'adage Roma locuta, causa finita est, que « Rome a parlé, le débat est clos ». Il ne s'agit donc plus, dans l'Église catholique, d'une question à discuter. Toute personne qui contesterait cette doctrine se mettrait elle-même en dehors de la foi catholique.
En dépit de la réponse définitive du Vatican, des colloques se tiennent dans les diocèses de différents pays européens : on y prône l’accession des femmes au diaconat et la poursuite des discussions relatives à leur ordination.
Le réseau international du mouvement pour l’ordination des femmes poursuit ces démarches ; il s'agit par exemple de l'Alliance internationale Jeanne d'Arc, fondée à Londres dès 1911.
En 1996, ces organisations se sont structurées au niveau international, Women's Ordination Worldwide (WOW). Elles ont le soutien du mouvement « peuple de l’Église », devenu depuis 1996 le International Movement We Are Church (IMWAC).

## Ordinations revendiquées

### Ordination par un évêque catholique
Ludmila Javorová est une fidèle catholique qui a affirmé en 1995 avoir été ordonnée clandestinement en 1970 par l'évêque de Brno (de), Felix Maria Davídek (1921-1988) en Tchécoslovaquie sous le régime communiste. Cette ordination est considérée comme invalide par l'Église catholique. Dans une perspective militante, Suzanne Tunc a écrit sa biographie, voyant dans le geste supposé de l'évêque une dimension prophétique.

### Gestes militants d'ordinations en marge de l'Église catholique
Ce mouvement a été initié publiquement en 2002, par l'ordination en Autriche sur le fleuve Danube de sept femmes catholiques, parmi lesquelles Christine Mayr-Lumetzberger, par un évêque de l'« Église catholique apostolique charismatique de Jésus Roi » (branche détachée de l'Église vieille-catholique, elle-même schismatique), Romulo Braschi. À la suite de cette ordination, ces femmes, les « Les sept du Danube », ont été excommuniées de l'Église catholique.
Le 2 juillet 2005, Geneviève Beney est ordonnée à Lyon, sur le fleuve Rhône par deux de ces femmes,. Cette ordination annoncée à l'avance donne lieu à un communiqué du cardinal Barbarin qui déclare « qu'il n'y a aucune vérité dans les mots qui seront prononcés, ni dans les actes qui seront posés en cette circonstance ». Geneviève Beney a également été excommuniée à la suite de cette ordination.
En 2013, Maria Eitz membre du mouvement Roman Catholic Womenpriests est ordonnée prêtresse à la demande de sa communauté à San Francisco.
Le geste de ces femmes entraîne l'excommunication latae sententiae, c'est-à-dire que leur excommunication découle directement de leur consentement à l'ordination, sans que la hiérarchie ecclésiale n'ait besoin de la prononcer pour qu'elle soit effective. Mais dans le souci de clarifier la situation, la Congrégation pour la Doctrine de la foi a édicté en 2008 un décret annonçant l'excommunication immédiate et automatique des femmes ordonnées prêtres et de ceux (ou celles) qui les ont ordonnées,.
Un article du Monde de septembre 2013 estime à 99 le nombre de femmes catholiques qui ont été « ordonnées prêtres ». Un documentaire militant réalisé en 2024 par Marie Mandy, Femmes prêtres, vocations interdites, avance le nombre de 300 femmes se présentant comme prêtres catholiques, dont une vingtaine comme évêques.